# Ратлін
Ратлін (англ. Rathlin; ірл. Reachlainn) — це острів біля берегів графства Антрім в Північній Ірландії. Знаходиться неподалік, 25 км, від шотландського півострова — Кінтайр. Площа — 14,4 км².
Єдиний населений пункт — селище Черч-Бей, пов'язане з Баллікаслом на ірландському узбережжі поромним сполученням.
Найвища точка остріва — Сліевард, 134 м.

## Географія
Ратлін є єдиним населеним прибережним островом Північної Ірландії з постійно зростаючим населенням близько — 150 чоловік і є самим північним населеним островом біля берегів — острова Ірландія. Острів Ратлін знаходиться в 4 милях (6 км) зі сходу на захід і 2 милях (4 км) з півночі на південь.
Найвища точка на острові — Сліевард, 134 метри (440 футів) над рівнем Ірландського моря. Ратлін знаходиться в 15½ милях (25 км) від Малл-оф-Кінтайра, південного краю шотландського півострова — Кінтайр. 
Острів був представлений — Асоціацією розвитку Ратлін і Спільноти.

### Таунленд
Ратлін є частиною традиційного баронства Кері і нинішнього району Мойл. Острів є цивільним приходом і підрозділяється на 22 таунленди.

## Ірландська мова
Спочатку Ірландська мова використовувалася на острові Ратлін до 1960-х років і, можливо, була основною мовою громади до початку XX століття. 
Оскільки він розташований між ірландським і шотландським материком, діалект, знайдений на Ратліні, має багато спільних рис обох мов, а також є унікальним в структурі і граматиці, наприклад, утворюючи множину з -án або -eán (/ɑːnā/) позбавлення від перегинів для слабких іменників і суфіксів для сильних.

### Транспорт
Пором, яким керує «Rathlin Island Ferry Ltd», з'єднує головний порт острова, Черч-Бей, з материком в Баллікасле, в 6 милях (10 км) від нього. На маршруті діють два пороми — швидкісний пішохідний катамаран — пором Rathlin Express і спеціально побудований більший пором, який був введений в експлуатацію в травні 2017 року, Spirit of Rathlin, який перевозить як піших пасажирів, так і невелику кількість транспортних засобів, якщо дозволить погода. 
«Rathlin Island Ferry Ltd» виграла шестирічний контракт на обслуговування в 2008 році, надаючи його в якості субсидованої «рятувальної» послуги. В даний час ведеться розслідування з питання про те, як здійснювалася передача між міністром навколишнього середовища і новими власниками.

## Природна історія
Ратлін має доісторичне вулканічне походження, будучи створений у складі Британської третинної вулканічної провінції.
Ратлін є одним з 43 спеціальних заповідників у Північній Ірландії. Тут мешкають десятки тисяч морських птахів, в тому числі звичайні кайри тонкодзьоби, мартини трипалі, іпатки і гагарки — в цілому близько тридцяти сімейств птахів. Його відвідують орнітологи з природним заповідником Королівського товариства охорони птахів, з видом на колонію птахів Ратліна. РССБ також успішно керувала природним середовищем існування з метою сприяння поверненню — галки червонодзьобої. 
У Північній Ірландії в літні місяці можна побачити тільки пару самців.
Кліфи на цьому відносно голому острові вражаючі, висотою 70 метрів (230 футів). Печера Брюса названа на честь Роберта Брюса, також відомого як Роберт I Брюс: саме тут він, як кажуть, побачив легендарного павука, який, як кажуть, надихнув Брюса на продовження його боротьби за незалежність Шотландії . Острів також є найпівнічнішою точкою узбережжя Антріма і району Гленс видатної природної краси.
У 2008—2009 роках Агентство морської і берегової охорони Сполученого Королівства та Інститут морської піхоти Ірландії провели батиметричну зйомку на північ від Антріма, оновивши карти адміралтейства (спільний Ірландський проект батиметричної зйомки).
При цьому навколо острова Ратлін був виявлений ряд цікавих геологічних особливостей підводних човнів, включаючи затоплений кратер або озеро на плато з чіткими свідченнями про живлять його водних шляхах. Це говорить про те, що події, що призвели до затоплення — осідання земель або підвищення рівня води — були надзвичайно швидкими.
Морські дослідження в цьому районі також виявили нові види морських актинії, знову відкрили для себе молюсків (самий великий і рідкісний молюск 
двостулкових молюсків в Англії, який, як вважають, знаходиться тільки в Плимутській затоці і в декількох місцях на заході Шотландії) і ряд місць корабельних аварій, включаючи — HMS Drake, який був торпедований і затонув відразу за островом в 1917 році.

## Археологія

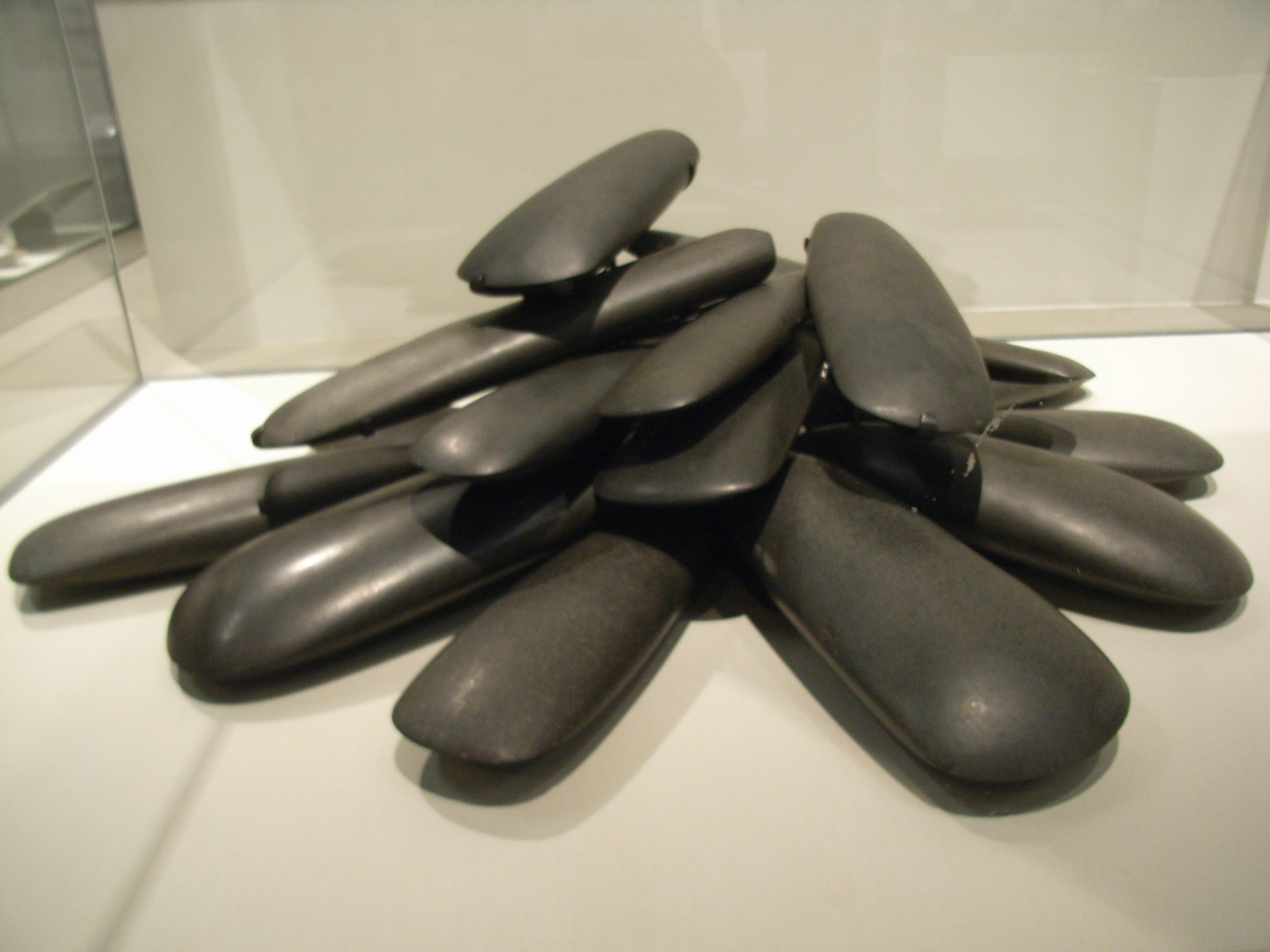
Малонський скарб полірованих сокир, виготовлених з матеріалу. Тьевебульї

Острів був заселений принаймні ще в період мезоліту. Неолітична кам'яна фабрика з виробництва сокир з використанням порцелюлозного каменю знаходиться в Броклі, скупченні будинків в районі Баллігілл-Мідл. Це схоже на завод з виробництва кам'яних сокир, який був знайдений на горі Тієвебулья на прилеглому материковому узбережжі. Продукція цих двох сокирних заводів, які не можна з упевненістю відрізнити один від одного, продавалася по всій Ірландії; це були найбільш важливі джерела ірландського кам'яної сокири їх часу.
У 2006 році було виявлено стародавнє поховання, коли дорога розширювалася єдиним пабом острова, що датується раннім бронзовим століттям, приблизно 2000 років до н.е. Геномний аналіз ДНК з тіл показав сильну спадкоємність з генетикою сучасного ірландського населення і встановив, що спадкоємність ірландського населення сходить принаймні на 1000 років раніше, ніж вважалося раніше. 
Крім того, у складі насипу є необрізане судно вікінгів.

## Історія
Ратлін, ймовірно, був відомий римлянам, Пліній — «Reginia», а Птолемей — «Rhicina» або «Eggarikenna». У VII столітті Адомнан згадує «Rechru» і «Rechrea insula», які також могли бути ранніми назвами для Ратліна. У XI столітті ірландська версія Історія бритів стверджує, що Фір Болг «заволодів людиною і іншими островами крім — Арран, Айлей і Раша» — ще один можливий ранній варіант. 
Ратлін був місцем першого рейду вікінгів на Ірландію, згідно з Анналами Ольстера. Розграбування церкви острова і підпал її будівель мали місце в 795 році.
У 1306 році Роберт Брюс знайшов притулок у Ратліні, що належить ірландській родині Біссетт. Він залишився в Замку Рахлін, спочатку належав їх феодальному роду Антрім. Біссети були позбавлені Ратліна англійцями, які контролювали графство Ольстер за привітання Брюса. У XVI столітті острів перейшов у володіння Макдональдів із Антріма.
Ратлін був місцем кількох масових вбивств. Під час експедиції в 1557 році сер Генрі Сідні спустошив острів. У липні 1575 року граф Ессекс послав Френсіса Дрейка і Джона Норрейса протистояти шотландським біженцям на острові, і в ході послідувала за цим різанини були вбиті сотні чоловіків, жінок і дітей клану Макдональдів.
Також в 1642 році солдати Ковенантера Кемпбелла з Аргайлс-Фут були покликані своїм командиром сером Дунканом Кемпбеллом з Окінбрека вбити місцевих католиків Макдональд, близьких до родичів їх головного ворога в шотландському клані Макдональд. Вони кидали десятки жінок з Макдоналда через скелі, щоб вони загинули на скелях внизу. Кількість жертв цього масового вбивства, за оцінками, становить всього 100 і до 3000 чоловік. 
2 жовтня 1917 року броненосний крейсер HMS Drake був торпедований біля північного узбережжя Ірландії німецьким підводним човном — U-79. Вона вирушила в Черч-Бей на острові Ратлін, де, після того як екіпаж був знятий, вона перекинулася і затонула.

## Комерція

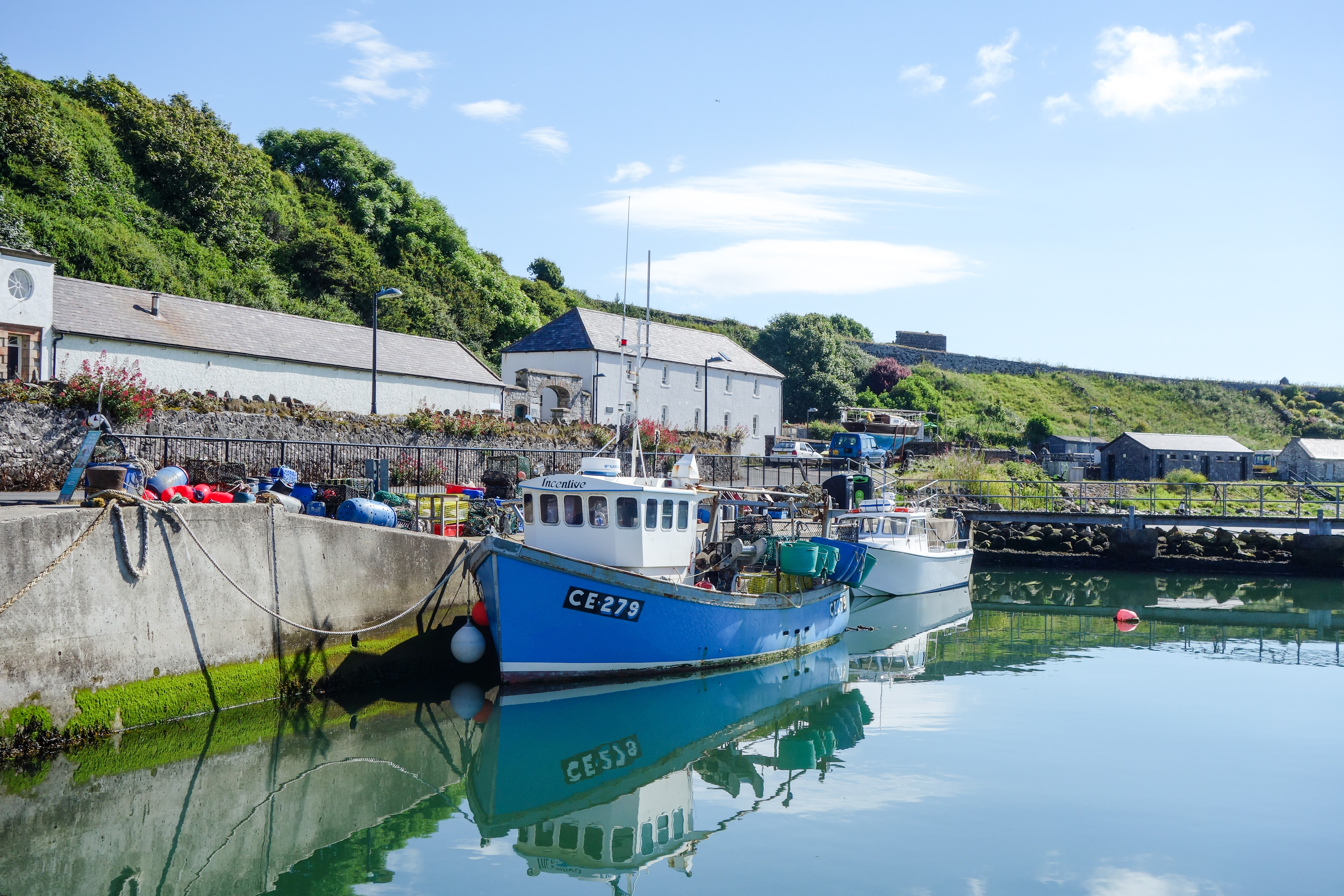
Гавань острова Ратлін

У 1746 році острів був придбаний — Джоном Гейджем. Наприкінці XVIII століття виробництво водоростей стало важливим, а Ратлін став великим центром виробництва. Берегова лінія як і раніше усіяна печами і місцями зберігання. Йдеться про комерційне підприємство, спонсором якого є землевласники острова і в якому бере участь вся громада. 
Британський гість XIX століття виявив, що у них була незвичайна форма правління, коли вони вибрали суддю, який сидів на «троні території». Фактично, Роберт Гейдж був «власником острова» до своєї смерті в 1891 році. Гейдж мав ступінь магістра в Триніті Коледжі, Дублін, але він провів своє життя на острові, створюючи свою книгу — «The Birds of Rathlin Island».
В даний час туризм є комерційною діяльністю. У XIX столітті населення острова становило понад тисячу осіб. В даний час його постійне населення становить близько 125 осіб. Влітку стає все більше відвідувачів, більшість з яких приходять подивитися на скелі і їх величезні популяції морських птахів. Багато відвідувачів приїжджають вдень, і на острові є близько 30 ліжок для нічних відвідувачів. Центр для відвідувачів «Boathouse в Church Bay» відкритий сім днів на тиждень з квітня по вересень, з міні-автобусними екскурсіями та прокатом велосипедів. Острів також популярний серед аквалангістів, які приїжджають, щоб досліджувати безліч кораблів в навколишніх водах.
Річард Бренсон розбився на своїй повітряній кулі в морі біля острова Ратлін в 1987 році після свого рекордного перельоту через Атлантику зі штату Мен.